# Bradysia aequalis
Bradysia aequalis är en tvåvingeart som först beskrevs av Rubssamen 1894.  Bradysia aequalis ingår i släktet Bradysia och familjen sorgmyggor. Inga underarter finns listade i Catalogue of Life.